# Cody Cameron
Cody Cameron (Los Angeles, 12 ottobre 1970) è un doppiatore, disegnatore e regista statunitense.
Lavora per la DreamWorks Animation. Ha doppiato Pinocchio e i tre porcellini nella serie di Shrek.

## Filmografia parziale

### Doppiatore
- Shrek (2001)
- Shrek 2 (2004)
- Madagascar (2005)
- Boog & Elliot a caccia di amici (2006)
- Shrek terzo (2007)
- Shrekkati per le feste - cortometraggio TV (2007)
- Shrek e vissero felici e contenti (2010)
- Shrekkato da morire - film TV (2010)
- Il gatto con gli stivali 2 - L'ultimo desiderio (2022)

### Regista
- Boog & Elliot 3 (Open Season 3) (2011)
- Piovono polpette 2 - La rivincita degli avanzi (Cloudy with a Chance of Meatballs 2), co-regia di Kris Pearn (2013)